# MATAトロリー
MATAトロリー（英語: MATA Trolley）は、アメリカ合衆国の都市・メンフィス市内に存在する路面電車。世界各国の歴史ある路面電車車両が使用されている保存路面電車の側面を有し、2023年現在、路線バスをはじめとする公共交通機関と共にメンフィス地域交通局（Memphis Area Transit Authority、MATA）によって運営されている。

## 歴史

### 開通までの経緯
メンフィスにおける最初の軌道交通は1880年代に開通したラバが牽引する馬車鉄道で、同年代にはスチームトラムが牽引する軌道路線も営業運転を開始した。以降、メンフィスには多数の事業者が軌道交通の運営に参入したが、その後これらの企業は1895年にメンフィス・ストリート鉄道（Memphis Street Railcar Company、MSRC）に統合され、同時に路面電車の導入が開始された。全盛期にはメンフィス市内に約125.6 km（78 miles）という大規模な路線網を有し、ラッシュ時には15秒間隔という高頻度運転も実施された。だが、自動車の発達に加えてトロリーバスが導入された事に伴い路面電車網は縮小を重ね、1947年にメンフィス市内から路面電車は一時姿を消した。また、路面電車を置き換えたトロリーバスについても1960年4月に路線バスに置き換えられて廃止され、以降メンフィスの公共交通機関は自動車が中心となった。
一方、1970年代以降メンフィスでは歩行者専用のメインストリートを含むダウンタウン地区の再開発やそれに伴う地域の再活性化が検討されるようになり、その中で効率的な交通機関として路面電車を再導入する動きが起こり始めた。この動きが本格化したのは1990年代で、1990年1月にメンフィス市議会はメンフィス地域交通局による路面電車路線の建設を承認した。建設にあたる資金は連邦政府やメンフィス市、テネシー州に加えて民間スポンサーからの提供が行われた他、高速道路の建設を見直しする事による追加資金の投入も実施された。また、運行に際して導入される路面電車車両に対してスポンサー募集も行われた。
資金調達の難航、工事による周辺の建物への影響の検査といった要因もあり、当初の予定からの遅延が生じたものの、最初の路線の建設工事は1991年から1992年にかけて実施された。一方、同時に進行していた使用予定車両の復旧工事についても遅延が生じたが、試運転が開始された1993年3月の時点で3両が営業運転可能な状態となった。そして同年4月29日、最初の路線となるメインストリート線（Main Street Line）の営業運転が始まった。

### 開通後の延伸
営業運転を開始した同年の7月、メンフィス市議会は環状線となるリバーフロント線（Riverfront Line）の建設および同路線およびマディオン・アベニュー線（Madison Avenue Line）の検討に関する予算を承認した。そのうち観光客の利用を見込んだリバーフロント線については1996年の開業が検討されていたが、最終承認まで時間を要したために建設開始は同年5月からとなり、1997年10月2日から営業運転を開始した。当初は利用客が予想より遥かに少ない状況であったが、以降は急速な回復を見せている。
一方、マディソン・アベニュー線については沿線の利便性向上を目的として2001年から本格的な検討が始まり、建設を経て2004年3月15日から営業運転を開始している。また、最初に開通したメインストリート線についてもメンフィス中央駅の再開発に合わせ、同駅前までの延伸が実施されている。
これら3つの路面電車路線による経済効果は大きく、沿線では長年放置されていた建物の修繕やダウンタウン地区への企業進出が進められた他、沿線の人口増加も報告された。利用客についても2012年時点で年間利用客は140万人以上という高い数値を記録していた。

### 火災による運休
2013年11月および2014年4月、マディソン・アベニュー線において車両火災が発生し、両車両とも大きな損害を被った。その影響を受け、安全対策を見直すためメンフィス地域交通局は2014年6月に全区間の営業運転を休止し、全車両に対する検査を行う事を決定した。
その後、メインストリート線は2018年4月から営業運転を再開したが、リバーフロント線およびマディソン・アベニュー線については2022年現在も路線バスによる代行運転が続けられている。

## 路線
前述のとおり運休中のものを含め、2023年現在MATAトロリーには以下の3つの系統が存在する。基本運賃は片道1ドルに設定されている。
| 系統名                   | 起点            | 終点             | 備考・参考                            |
| ------------------------ | --------------- | ---------------- | ------------------------------------- |
| メインストリート線       | Central Station | North End        |                                       |
| リバーフロント線         | North End       | North End        | 環状系統(反時計回り) 2023年現在運休中 |
| マディソン・アベニュー線 | Court           | Cleveland Avenue | 日曜日は運休 2023年現在運休中         |

## 歴代車両
MATAトロリーに在籍する、もしくは営業運転に投入される予定の車両は以下の通り。全車とも両運転台式で、集電装置は開業当初のポールからシングルアーム式パンタグラフへの換装が2003年に実施されている。

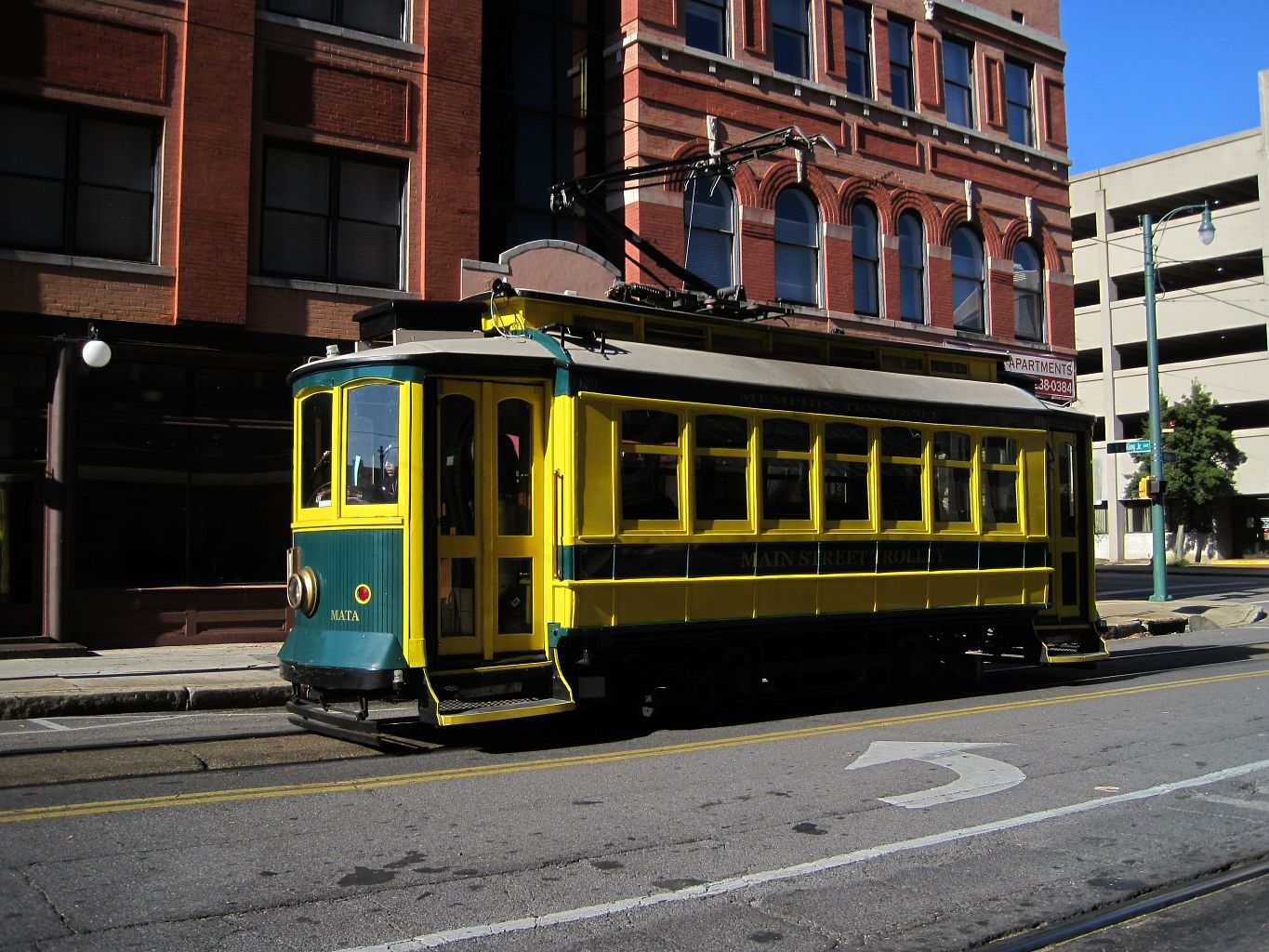
旧：ポルト市電車両（180）（2013年撮影）

- 元・ポルト市電車両 - MATAトロリーの開業に際し、ポルトガルの都市・ポルトの路面電車（ポルト市電（ポルトガル語版））から譲渡された2軸車。16両が譲渡されたが営業運転に投入されたのは6両（156、164、180、187、194、204）で、これらはポルト市電に導入されたブリル製の車両をコピーする形で1920年代から1940年にかけて製造された車両である。営業運転開始にあたりバリアフリーに対応した改造工事が行われている[5]。

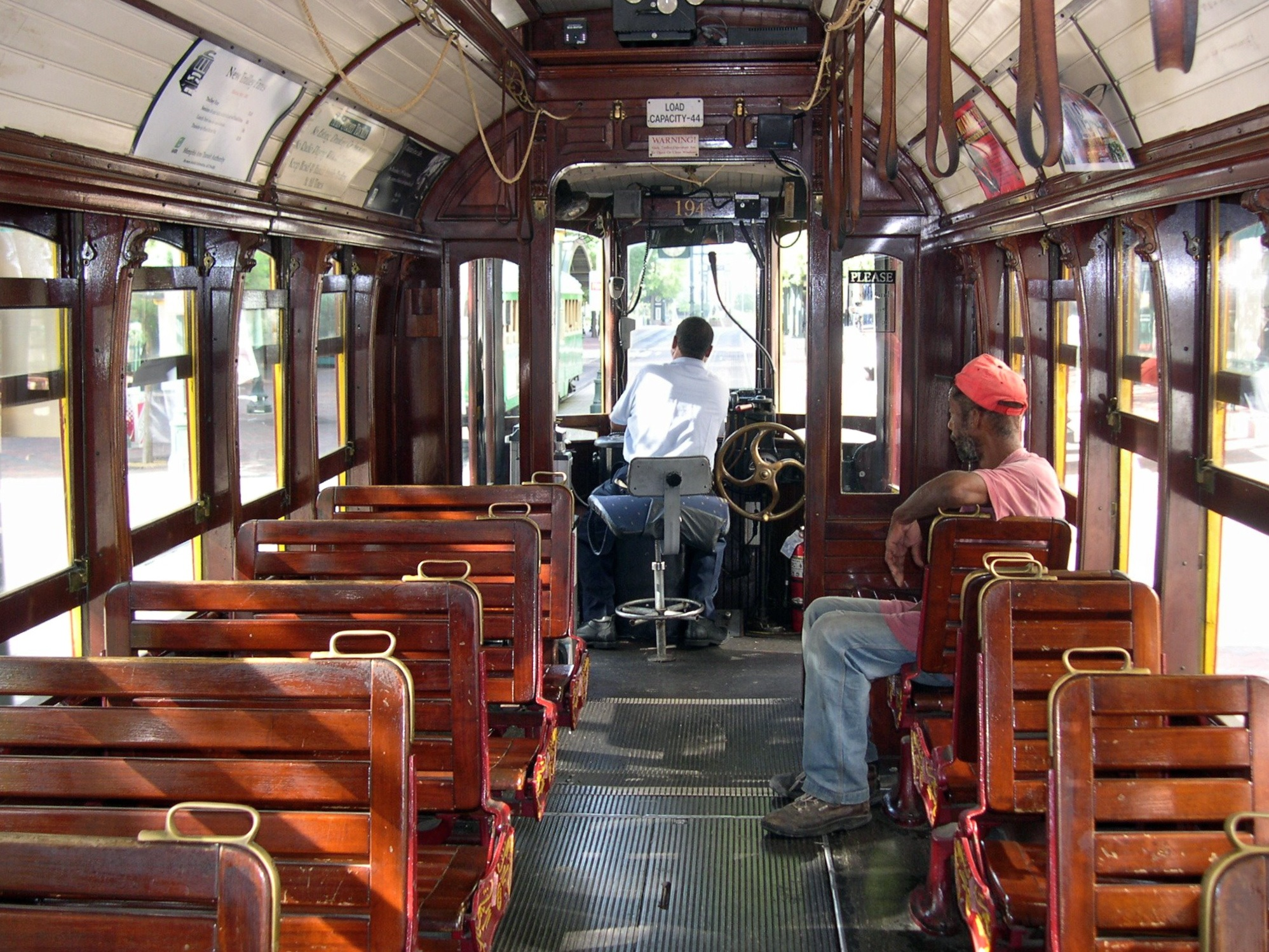
車内（2006年撮影）
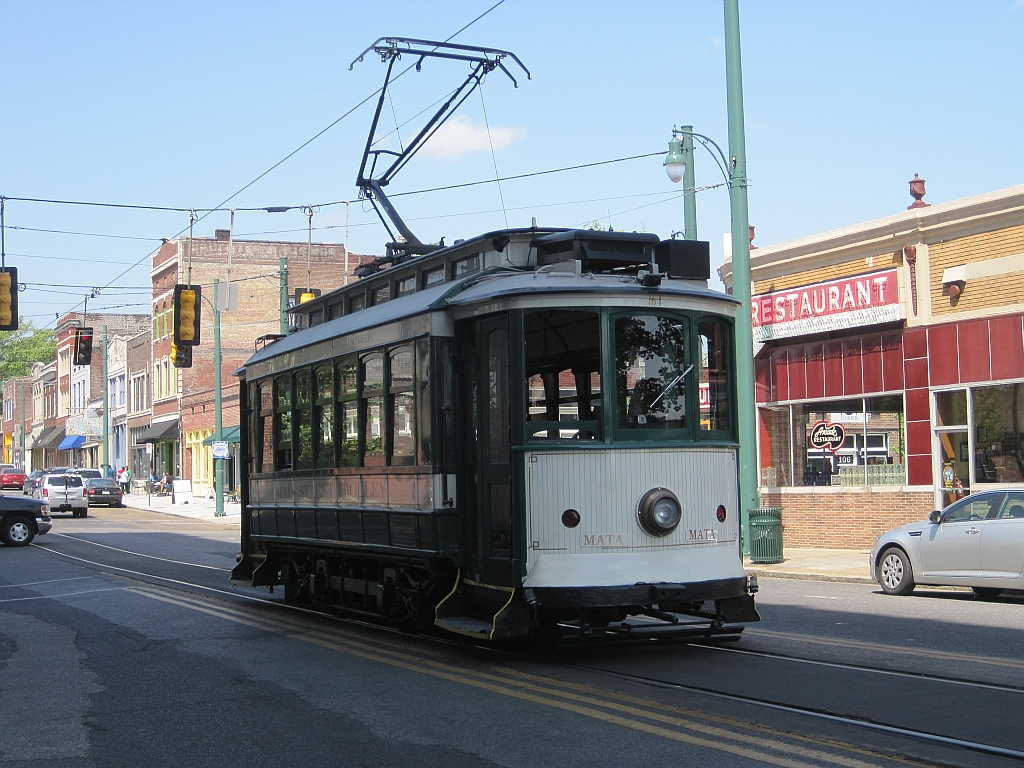
164（2012年撮影）
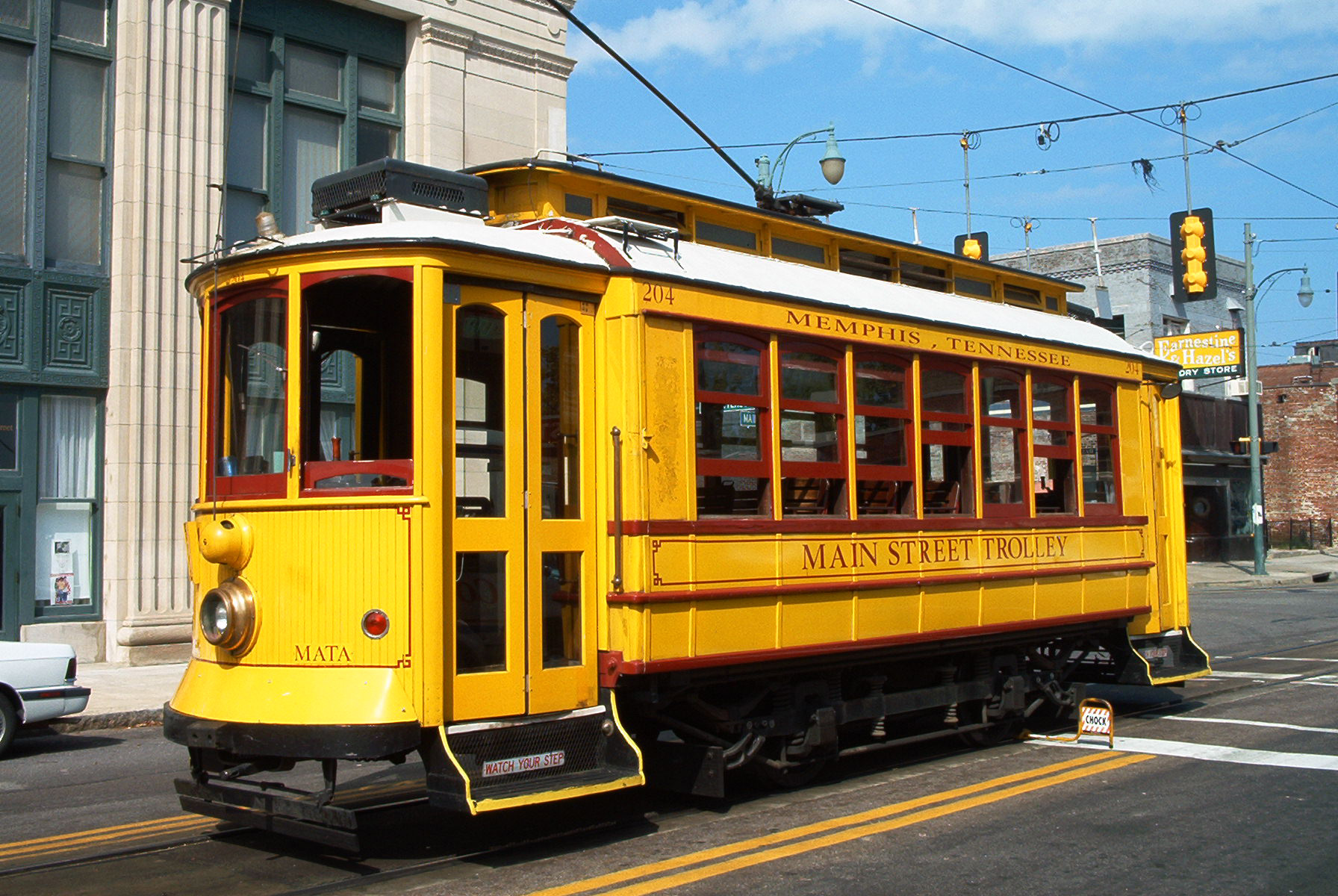
204（2003年撮影）

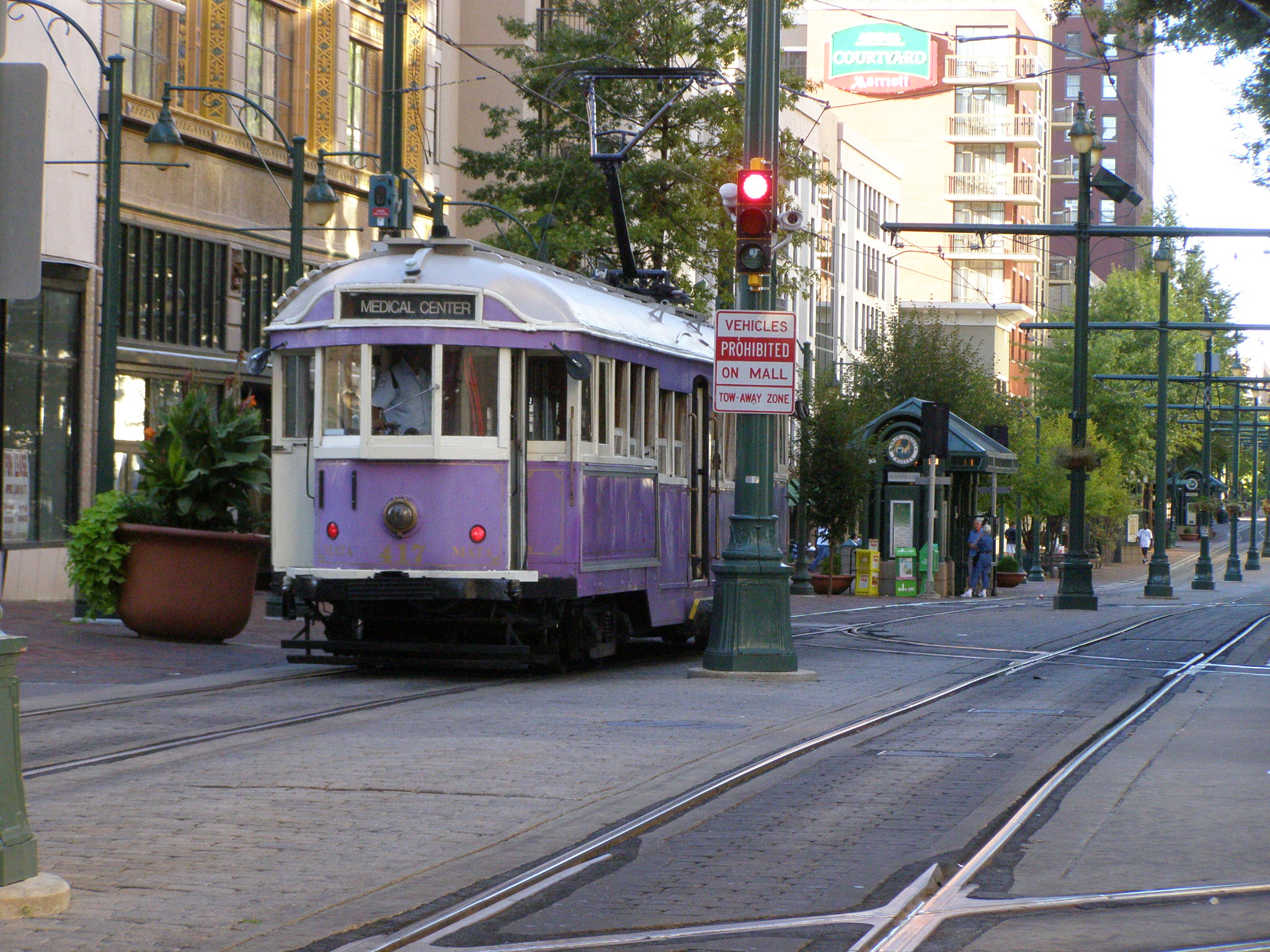
旧：メルボルン市電W2形（417）（2010年撮影）

- 元・メルボルン市電車両（W2形） - 利用客の増加に対応するため、オーストリア・メルボルンの路面電車（メルボルン市電）から譲渡されたボギー車。10両（243、353、417、545、539、553、540、452、454、455）が導入され、営業運転開始に先立ち台車や電気機器の修繕が実施されたほか、車体についても中央部の低床部分の乗降扉がバリアフリーに対応した1箇所に変更された。そのうち417を除いた9両についてはアメリカの鉄道車両メーカーのゴマコ・トロリー・カンパニー（英語版）による改造工事が実施されている[5][19]。

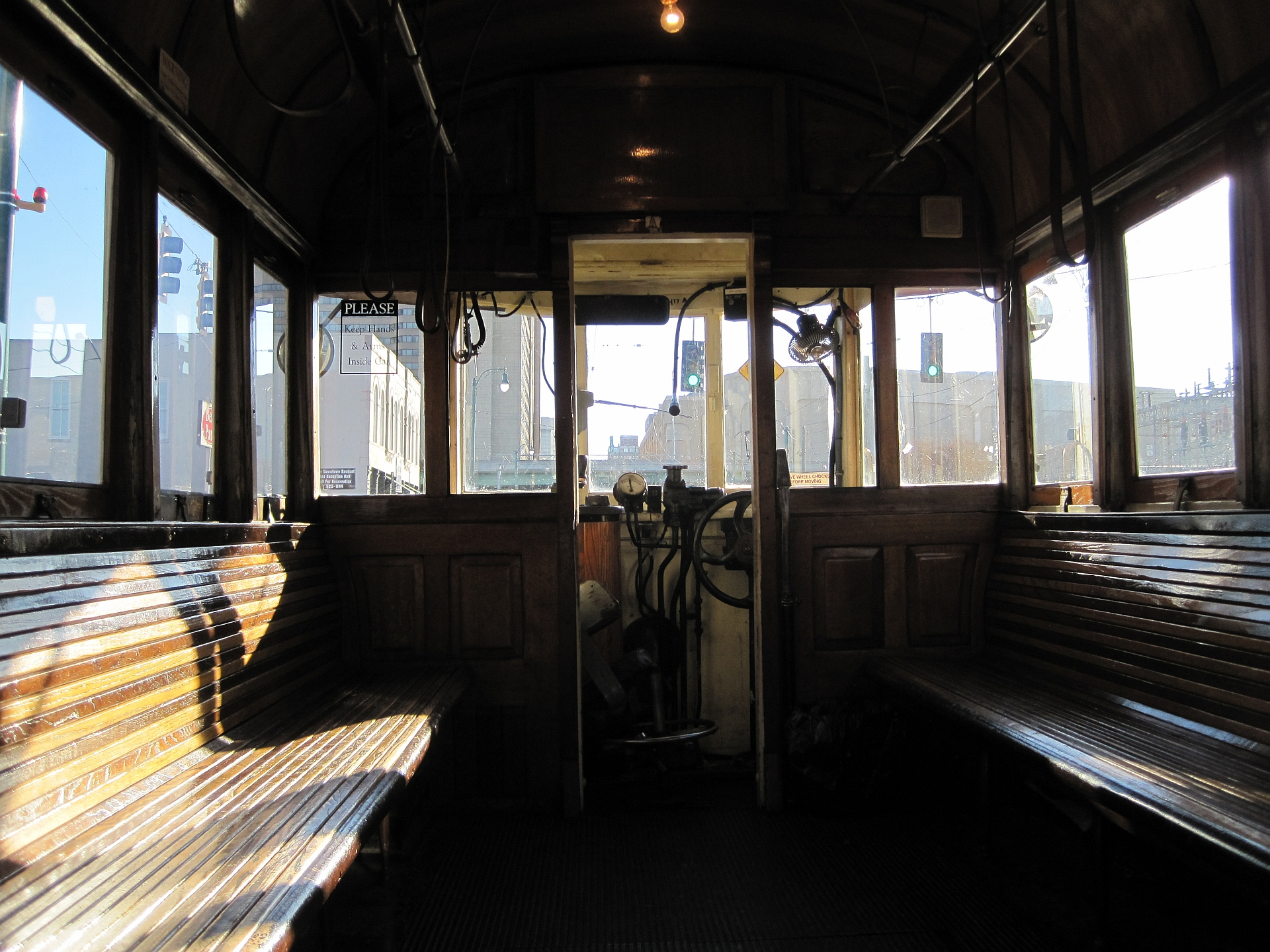
車内（2011年撮影）
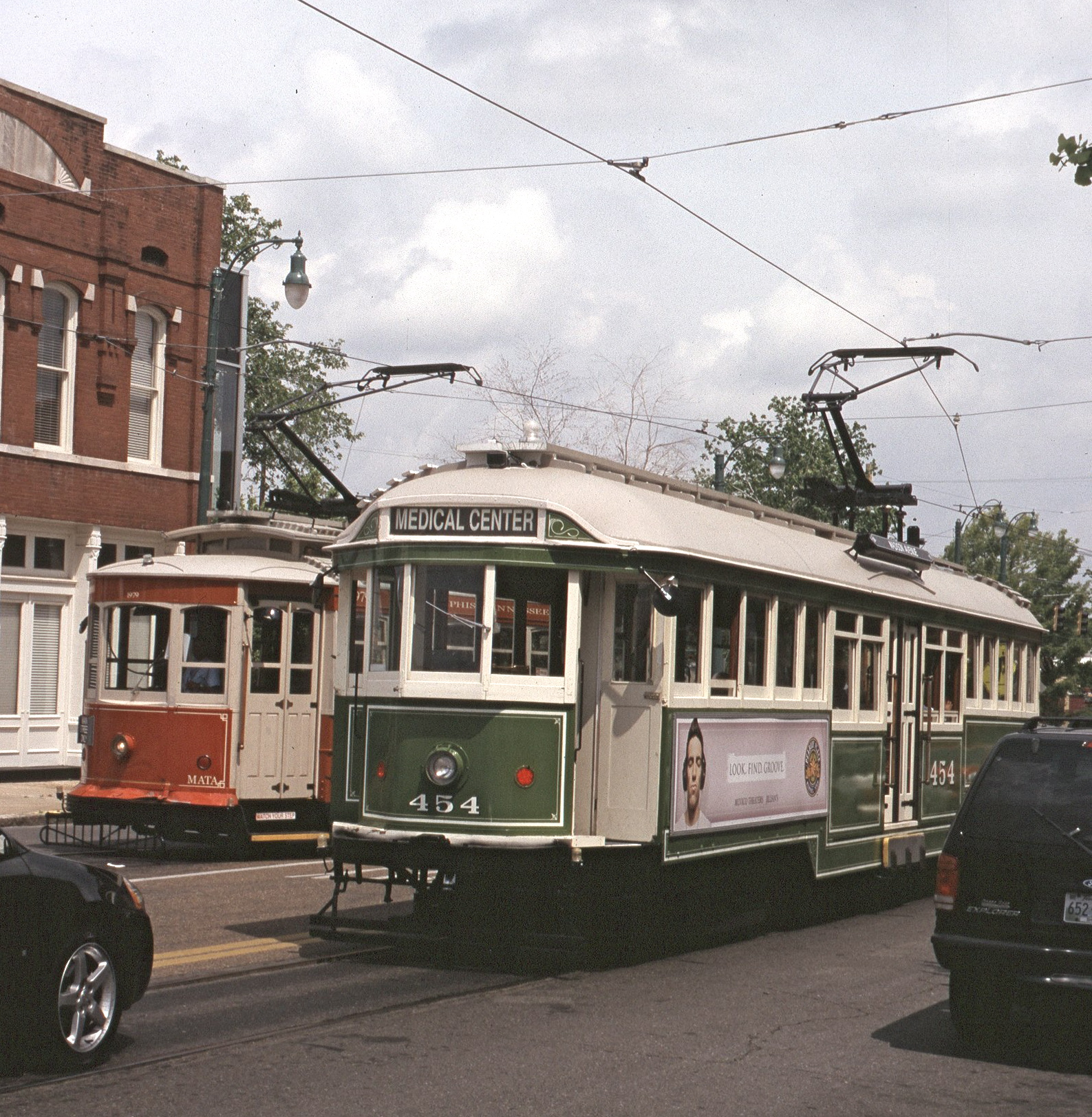
454（2007年撮影）
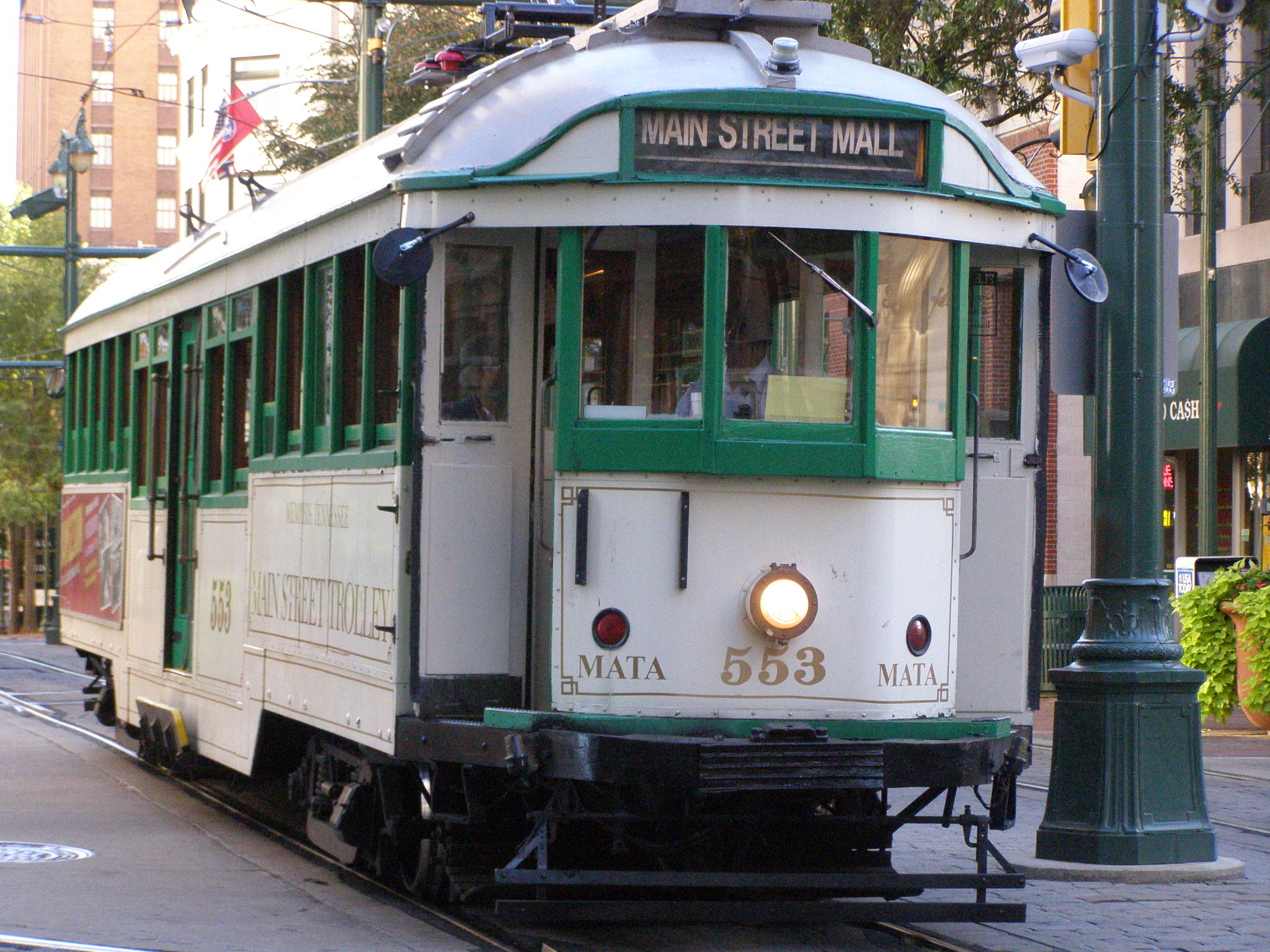
553（2011年撮影）

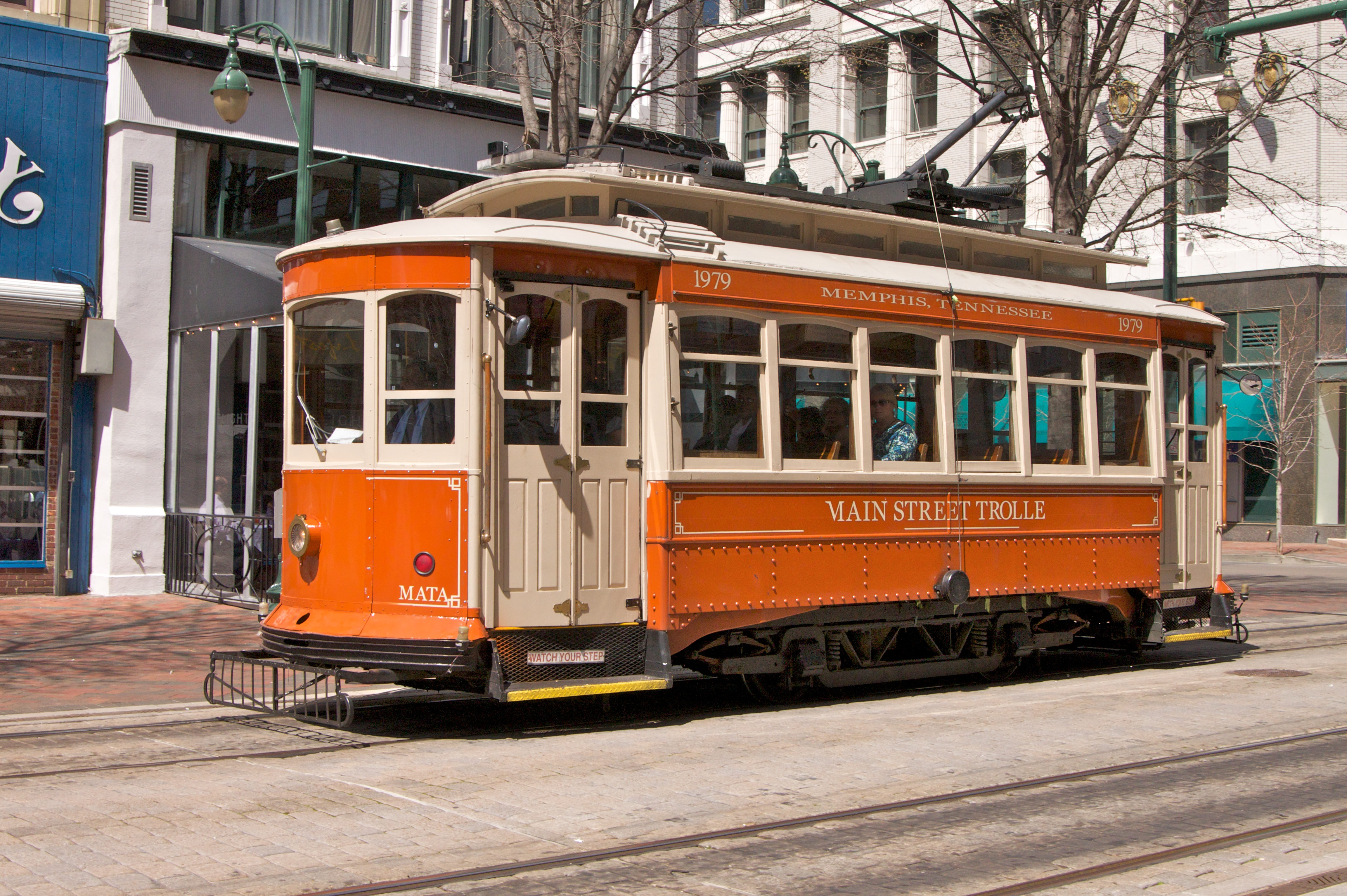
ゴマコ製2軸車（1979）（2010年撮影）

- ゴマコ製2軸車（1979） - 元はAPTA国際公共交通博覧会（APTA International Public Transit Expo '93）へ向けてゴマコ・トロリー・カンパニーが1993年に製造した車両。1900年代初頭に製造された路面電車車両（ボギー車）を基に設計が行われた2軸車で、台車はメルボルン市電のW2形のものを改造の上で流用している。博覧会終了後、ダラスでの一時的な運転を経てMATAトロリーが購入している[5][20]。

- 元・リオデジャネイロ市電車両 - ブラジルのリオデジャネイロで使用されていた車両。1両（1794）が譲渡され、MATAトロリーの営業開始にあたり車体を開放式から密閉式へ構造を変更する大規模な改造工事が実施された。

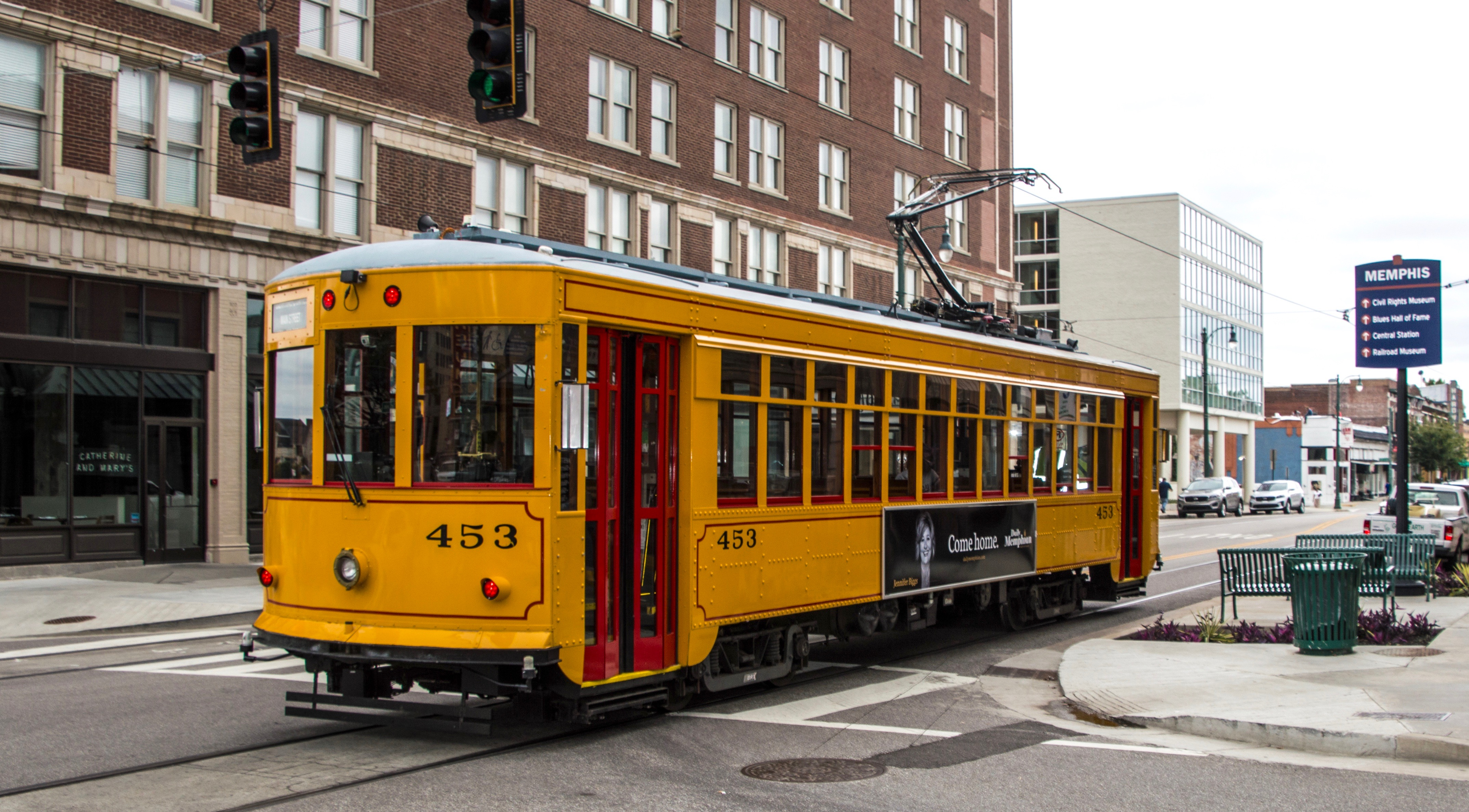
レプリカ・バーニーカー（453）（2018年撮影）

- レプリカ・バーニーカー（新造車両） - ゴマコ・トロリー・カンパニーが展開する、アメリカの路面電車車両であるバーニーカーを基に設計が行われたレトロ調の車両。2004年に1両（453）が導入された[21]。

- 元・メルボルン市電車両（W5形） - メルボルン市電からの譲渡車両。1両（799）が譲渡されており、導入に先立ちゴマコ・トロリー・カンパニーによる更新工事が施工され、充電池を用いた走行も可能となっている[22]。
- レプリカ・バーニーカー（譲渡車両） - 元はシャーロットの路面電車路線であるシティリンクス・ゴールドライン（英語版）で開業時から使用されていた車両。近代的なライトレールへの転換が行われた事で余剰となった3両全車が譲渡されており、2021年時点では2022年以降の営業運転開始を目標とした整備が進められている段階にある[23][24]。
- U2形 - 元はサンディエゴのライトレールであるサンディエゴ・トロリーで開業時から使用されていた2車体連接車。2022年に1両の譲渡が行われており、マディソン・アベニュー線の運行再開に合わせて営業運転に投入される予定である[25][26]。

## 参考資料
- Jeffrey Brown; Hilary Nixon; Enrique Ramos (2015年12月). The Purpose, Function, and Performance of Streetcar Transit in the Modern U.S. City: A Multiple-Case-Study Investigation (PDF) (Report). Mineta Transportation Institute. 2023年7月28日閲覧。